# Robert Hayles
Robert John Hayles –conocido como Rob Hayles– (Portsmouth, 21 de enero de 1973) es un deportista británico que compitió en ciclismo en las modalidades de pista, especialista en las pruebas de persecución y madison, y ruta, en donde formó parte del equipo británico Endura Racing durante los años 2010 y 2011. Está casado con la nadadora Victoria Horner.
Participó en tres Juegos Olímpicos de Verano, entre los años 1996 y 2004, obteniendo en total tres medallas: en Atenas 2004, plata en la prueba de persecución por equipos (junto con Stephen Cummings, Paul Manning y Bradley Wiggins) y bronce en madison (con Bradley Wiggins) y en Sídney 2000, bronce en persecución por equipos (con Bryan Steel, Paul Manning, Bradley Wiggins y Chris Newton).
Ganó siete medallas en el Campeonato Mundial de Ciclismo en Pista entre los años 2000 y 2006, y una medalla de plata en el Campeonato Europeo de Ómnium de 1997.

## Medallero internacional
| Juegos Olímpicos   | Juegos Olímpicos              | Juegos Olímpicos  | Juegos Olímpicos        |
| Año                | Lugar                         | Medalla           | Competición             |
| ------------------ | ----------------------------- | ----------------- | ----------------------- |
| 2000               | Sídney ( Australia)           | Medalla de bronce | Persecución por equipos |
| 2004               | Atenas ( Grecia)              | Medalla de plata  | Persecución por equipos |
| 2004               | Atenas ( Grecia)              | Medalla de bronce | Madison                 |
| Campeonato Mundial |                               |                   |                         |
| Año                | Lugar                         | Medalla           | Competición             |
| 2000               | Mánchester ( Reino Unido)     | Medalla de bronce | Persecución individual  |
| 2003               | Stuttgart ( Alemania)         | Medalla de plata  | Persecución por equipos |
| 2004               | Melbourne ( Australia)        | Medalla de plata  | Persecución individual  |
| 2004               | Melbourne ( Australia)        | Medalla de plata  | Persecución por equipos |
| 2005               | Los Ángeles ( Estados Unidos) | Medalla de oro    | Persecución por equipos |
| 2005               | Los Ángeles ( Estados Unidos) | Medalla de oro    | Madison                 |
| 2006               | Burdeos ( Francia)            | Medalla de plata  | Persecución por equipos |
| Campeonato Europeo |                               |                   |                         |
| Año                | Lugar                         | Medalla           | Competición             |
| 1997               | Berlín ( Alemania)            | Medalla de plata  | Ómnium                  |

1. ↑  Compitió en la ronda de clasificación.
2. ↑  Campeonato Europeo realizado sólo para la disciplina de ómnium.

## Palmarés

### Ciclismo en pista

#### Juegos Olímpicos
- Sídney 2000 :  Medalla de bronce en persecución por equipos (con Paul Manning, Chris Newton, Bradley Wiggins, Bryan Steel y Jonny Clay)
- Atenas2004 :  Medalla de bronce en americana (con Bradley Wiggins)
- Atenas2004 :  Medalla de plata en persecución por equipos (con Steve Cummings, Paul Manning, Bradley Wiggins)

#### Campeonatos del mundo
- 2000 :  Medalla de bronce en persecución
- 2000 :  Medalla de plata en persecución por equipos
- 2003 :  Medalla de plata en persecución por equipos (con Bryan Steel, Paul Manning, Bradley Wiggins)
- 2004 :  Medalla de plata en persecución
- 2004 :  Medalla de plata en persecución por equipos (con Bryan Steel, Paul Manning, Chris Newton)
- 2005 :  Campeón del mundo en persecución por equipos (con Steve Cummings, Paul Manning, Chris Newton)
- 2005 :  Campeonato Mundial Madison (con Mark Cavendish)
- 2006 :  Medalla de plata en persecución por equipos (con Geraint Thomas, Paul Manning, Steve Cummings)

### Copa del mundo
2008-2009
- 1.º en la persecución por equipos en Mánchester
- 2.º en americana en Pekín

### Juegos de la Commonwealth
- 2006 :  Medalla de plata en persecución
- 2006 :  Medalla de oro en persecución por equipos (con Steve Cummings, Paul Manning, Chris Newton)

### Ciclismo en ruta
1996
- 1 etapa del Tour de Langkawi

1999
- 1 etapa del Prudencial Tour

2001
- 2.º en el Campeonato del Reino Unido en ruta

2004
- 1 etapa del Tour de Normandía

2008
- Campeón del Reino Unido en Ruta